# ジャヌ
ジャヌ（JANU）は、アマンリゾーツの姉妹ブランドとなるラグジュアリーホテルチェーン。「ジャヌ」はサンスクリット語で「魂」を意味する。

## 概要
アマンによる新ブランドとして2020年に発表された。ジャヌのアイディアと開発は、アマンの長期的な戦略ビジョンから生まれた。アマン独特のサービスや優れた空間デザインの特徴を保ちつつも、アマンとは異なり、人の交流、遊び心あふれる表現、ソーシャルウェルネスを体験の中核としたホテルを展開している。アマンが「静謐の空間」をコンセプトにする一方でジャヌは「つながりの場」をコンセプトにしている。2023年にブランド初となるホテルを東京の麻布台ヒルズに開業予定。

## 日本における展開
- ジャヌ東京（東京都港区　麻布台ヒルズレジデンスA 1階～13階、約122室[4]）
2023年（令和5年）に開業予定。